# Jeffrey Dean Morgan
Jeffrey Dean Morgan (ur. 22 kwietnia 1966 w Seattle) – amerykański aktor telewizyjny i filmowy.

## Życiorys

### Wczesne lata
Urodził się w Seattle, w stanie Waszyngton jako syn Sandy Thomas i Richarda Deana Morgana. Jego rodzina była pochodzenia walijskiego i irlandzkiego. Uczęszczał do Ben Franklin Elementary School i Rose Hill Junior High. W 1984 ukończył Lake Washington High School w pobliskim mieście Kirkland, w stanie Waszyngton. Marzył o karierze w sporcie jako koszykarz, zanim doznał kontuzji kolana. Przez pewien czas pracował jako grafik. Następnie przeniósł się do Los Angeles, gdzie zainteresował się aktorstwem.

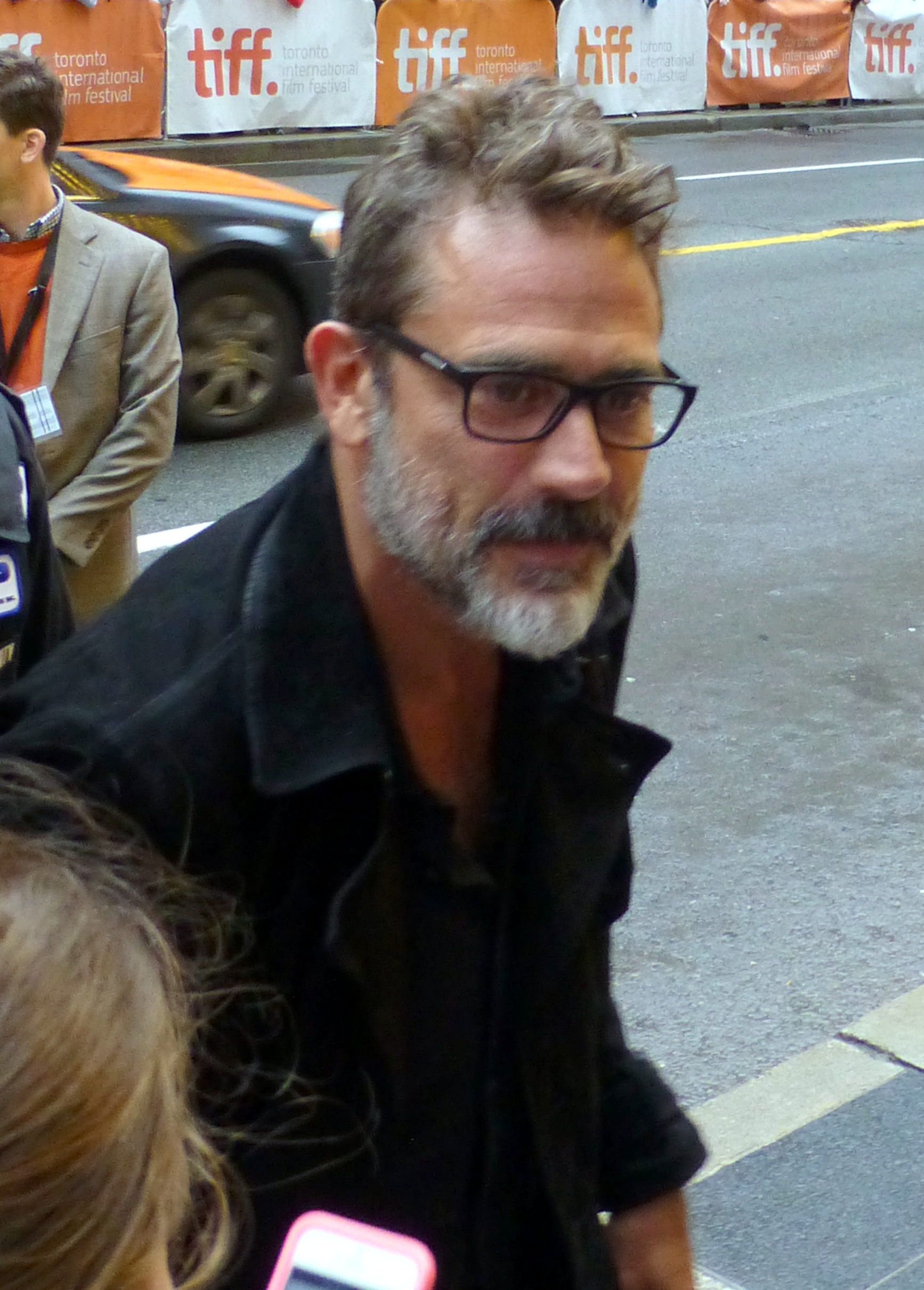
Dean Morgan na premierze filmu Desierto (2015)

### Kariera
Po raz pierwszy pojawił się na ekranie jako Sharkey w dreszczowcu Anioł w czerwieni (Uncaged, 1991), a następnie zagrał Roda, przyjaciela Jamesa Birda (Billy Burke) w komedii To Cross the Rubicon (1991). Wystąpił potem w dwóch produkcjach wideo: jako Jack Bennett w dramacie kryminalnym Dillinger i Capone (Dillinger and Capone, 1995) u boku Martina Sheena, F. Murraya Abrahama i Catherine Hicks oraz jako Ramone w dreszczowcu Gorąca agentka (Undercover Heat, 1995) z Atheną Massey i Meg Foster. W telewizyjnym biograficznym dramacie kryminalnym Hallmark W mgnieniu oka (In the Blink of an Eye, 1996) opartym na autentycznych wydarzeniach z Mimi Rogers i Veronicą Hamel wcielił się w postać Jessiego Tafero, który w 1990 został skazany na śmierć za zabójstwo dwóch policjantów na Florydzie. w sensacyjnym dramacie kryminalnym Człowiek mafii (Heist, 2015) z Robertem De Niro zagrał pracownika kasyna Luke Vaughna, który dowiaduje się, że życie jego ciężko chorej córce może uratować jedynie droga terapia i postanawia obrabować kasyno, by zdobyć pieniądze na jej operację.
Po występie w serialu United Paramount Network Strefa zagrożenia (Burning Zone, 1996–1997) jako dr Edward Marcase, pojawiał się gościnnie w odcinkach seriali: Strażnik Teksasu (Walker, Texas Ranger, 2000), Ostry dyżur (ER, 2001) czy JAG – Wojskowe Biuro Śledcze (JAG, 2002). W 2003 kandydował do roli Keitha Scotta w serialu The CW Pogoda na miłość (One Tree Hill).
W 2005 zagrał jednocześnie w dwóch serialach: Showtime Trawka (Weeds, 2005) jako Judah Botwin, zmarły mąż Nancy Botwin (Mary-Louise Parker) i The CW Nie z tego świata (Supernatural, 2005–2008) w roli Johna Winchestera, tajemniczego ojca głównych bohaterów – Sama (Jared Padalecki) i Deana (Jensen Ackles). Rok potem w serialu ABC Chirurdzy (Grey’s Anatomy, 2006–2009) wystąpił w roli pacjenta Denniego Duquette po przeszczepieniu serca. W dramacie sensacyjnym Czerwony świt (Red Dawn, 2012) został obsadzony jako sierżant major Andrew Tanner USMC. W ekranizacji Jamesa Pattersona Sztuka zbrodni (The Postcard Killings, 2020) zagrał nowojorskiego detektywa Jacoba Kanona.

## Życie prywatne
30 maja 1992 ożenił się z Anyą Longwell, lecz 19 lipca 2003 rozwiódł się. Ze związku z aktorką Sherrie Rose ma syna Deana (ur. 2005). Spotykał się też z Sarah Lancaster i Mary-Louise Parker (od grudnia 2006 roku do czerwca 2007 i od 12 lutego 2008 do kwietnia 2008). 5 października 2019 poślubił Hilarie Burton, znaną z serialu Pogoda na miłość. Mają syna Gusa (ur. 10 marca 2010) i córkę George (ur. 2018).

## Filmografia
| Filmy |                                    |                                         |                                          |                                             |                      |
| Rok   | Tytuł oryginalny                   | Tytuł polski                            | Rola                                     | Uwagi                                       | Źr                   |
| 1991  | Uncaged                            | Anioł w czerwieni                       | Sharkey                                  |                                             | [ 16 ] [ 17 ]        |
| 1991  | To Cross The Rubicon               | –                                       | Rod, przyjaciel Jamesa                   |                                             | [ 16 ]               |
| 1995  | Dillinger and Capone               | Dillinger i Capone                      | Jack Bennett                             |                                             | [ 16 ] [ 17 ]        |
| 1995  | Undercover Heat                    | Gorąca agentka                          | Ramone                                   |                                             | [ 16 ] [ 17 ]        |
| 1996  | In the Blink of an Eye             | W mgnieniu oka                          | Jessie                                   |                                             | [ 16 ]               |
| 1997  | Legal Deceit                       | –                                       | Todd Hunter                              |                                             | [ 16 ]               |
| 1999  | Road Kill                          | Śmierć w obiektywie                     | Bobby                                    |                                             | [ 16 ]               |
| 2003  | Something More                     | –                                       | Daniel                                   | film krótkometrażowy                        | [ 16 ]               |
| 2004  | Dead & Breakfast                   | Hotel umarlaków                         | szeryf                                   |                                             | [ 16 ] [ 17 ]        |
| 2004  | Six: The Mark Unleashed            | Sześć                                   | Tom Newman                               | film wydany bezpośrednio na DVD             | [ 16 ] [ 17 ]        |
| 2005  | Chasing Ghosts                     | Niewidzialny morderca                   | detektyw Cole Davies                     | film wydany bezpośrednio na DVD             | [ 16 ] [ 17 ]        |
| 2006  | Jam                                | –                                       | Dale                                     |                                             | [ 16 ] [ 17 ]        |
| 2007  | Live!                              | –                                       | Rick                                     |                                             | [ 16 ] [ 17 ]        |
| 2007  | Kabluey                            | Błękitek                                | Brad                                     |                                             | [ 16 ] [ 17 ]        |
| 2007  | Fred Claus                         | Fred Claus, brat świętego Mikołaja      | mężczyzna dostający mandat za parkowanie |                                             | [ 16 ]               |
| 2007  | P.S. I Love You                    | P.S. Kocham cię                         | William Gallagher                        |                                             | [ 16 ] [ 17 ]        |
| 2008  | The Accidental Husband             | Przypadkowy mąż                         | Patrick                                  | film wydany bezpośrednio na DVD             | [ 16 ]               |
| 2008  | Days of Wrath                      | –                                       | Bryan Gordon                             |                                             | [ 16 ]               |
| 2009  | Watchmen                           | Watchmen: Strażnicy                     | Edward Blake / Komediant                 |                                             | [ 16 ] [ 17 ] [ 18 ] |
| 2009  | Taking Woodstock                   | Zdobyć Woodstock                        | Dan                                      |                                             | [ 16 ] [ 17 ]        |
| 2010  | Shanghai                           | Szanghaj                                | Connor                                   |                                             | [ 16 ] [ 17 ]        |
| 2010  | The Losers                         | The Losers: Drużyna potępionych         | pułkownik Clay                           |                                             | [ 16 ] [ 17 ]        |
| 2011  | The Resident                       | Rezydent                                | Max                                      |                                             | [ 16 ] [ 17 ]        |
| 2011  | Peace, Love & Misunderstanding     | Pokój, miłość i nieporozumienia         | Jude                                     |                                             | [ 16 ] [ 17 ]        |
| 2011  | Texas Killing Fields               | Teksas – Pola śmierci                   | Brian Heigh                              |                                             | [ 16 ] [ 17 ]        |
| 2011  | The Courier                        | Kurier                                  | „Kurier”                                 | direct-to-video, także producent wykonawczy | [ 16 ] [ 17 ] [ 18 ] |
| 2012  | The Possession                     | Kronika opętania                        | Clyde                                    |                                             | [ 16 ] [ 17 ]        |
| 2012  | Red Dawn                           | Czerwony świt                           | starszy sierżant sztabowy Andrew Tanner  |                                             | [ 16 ] [ 17 ]        |
| 2014  | The Salvation                      | Wybawiciel                              | Henry Delarue                            |                                             | [ 16 ] [ 17 ]        |
| 2014  | They Came Together                 | Doszli razem                            | Frank                                    |                                             | [ 16 ] [ 17 ]        |
| 2015  | Solace                             | Ukojenie                                | Joe Merriwether                          |                                             | [ 16 ] [ 17 ]        |
| 2015  | Heist                              | Człowiek mafii                          | Luke Vaughn                              | direct-to-video                             | [ 16 ] [ 17 ]        |
| 2015  | Guns for Hire                      | –                                       | Bruce                                    |                                             | [ 16 ] [ 17 ]        |
| 2015  | Desierto                           | –                                       | Sam                                      |                                             | [ 16 ] [ 17 ]        |
| 2016  | Batman v Superman: Dawn of Justice | Batman v Superman: Świt sprawiedliwości | Thomas Wayne                             | niewymieniony w napisach                    | [ 16 ] [ 17 ]        |
| 2018  | Rampage                            | Rampage: Dzika furia                    | Harvey Russell                           |                                             | [ 16 ] [ 17 ]        |
| 2020  | The Postcard Killings              | Sztuka zbrodni                          | Jacob Kanon                              | także producent wykonawczy                  | [ 16 ] [ 17 ] [ 19 ] |
| 2020  | Walkaway Joe                       | –                                       | Cal McCarthy                             |                                             | [ 16 ] [ 17 ]        |
| 2021  | The Unholy                         | Sanktuarium                             | Gerry Fenn                               |                                             | [ 16 ] [ 17 ]        |
| 2022  | The Integrity of Joseph Chambers   | Sumienie Josepha Chambersa              | szef policji                             |                                             | [ 16 ] [ 17 ]        |
| 2022  | Fall                               | Nie patrz w dół                         | James Conner                             |                                             | [ 16 ] [ 17 ]        |

| Produkcje telewizyjne |                                   |                                    |                          |                                                                              |                      |
| Rok                   | Tytuł oryginalny                  | Tytuł polski                       | Rola                     | Uwagi                                                                        | Źr                   |
| 1995                  | Extreme                           | –                                  | Jack Hawkins             | 2 odcinki                                                                    | [ 16 ]               |
| 1995                  | JAG                               | JAG – Wojskowe Biuro Śledcze       | oficer broni             | odcinek: „Shadow”                                                            | [ 16 ] [ 17 ]        |
| 1996                  | Sliders                           | Sliders – Piąty wymiar             | Sid                      | odcinek: „El Sid”                                                            | [ 16 ] [ 17 ]        |
| 1996–1997             | The Burning Zone                  | Strefa zagrożenia                  | dr Edward Marcase        |                                                                              | [ 16 ] [ 17 ]        |
| 2000                  | Walker, Texas Ranger              | Strażnik Teksasu                   | Jake Hobart              | odcinek: „Child of Hope”                                                     | [ 16 ] [ 17 ]        |
| 2001                  | ER                                | Ostry dyżur                        | strażak Larkin           | odcinek: „The Crossing”                                                      | [ 16 ] [ 17 ]        |
| 2002                  | The Practice                      | Praktyka                           | Daniel Glenn             | odcinek: „The Test”                                                          | [ 16 ] [ 17 ]        |
| 2002                  | JAG                               | JAG – Wojskowe Biuro Śledcze       | Wally, technik CIA       | 2 odcinki                                                                    | [ 16 ] [ 17 ]        |
| 2002                  | Angel                             | Anioł Ciemności                    | Sam Ryan                 | odcinek: „Provider”                                                          | [ 16 ] [ 17 ]        |
| 2002                  | The Division                      | Babski oddział                     | ojciec William Natali    | odcinek: „Forgive Me, Father”                                                | [ 16 ]               |
| 2003                  | CSI: Crime Scene Investigation    | CSI: Kryminalne zagadki Las Vegas  | agent pod przykrywką     | odcinek: „All for Our Country”                                               | [ 16 ] [ 17 ]        |
| 2003                  | Star Trek: Enterprise             | –                                  | Damron                   | odcinek: „Carpenter Street”                                                  | [ 16 ] [ 17 ]        |
| 2004                  | The Handler                       | Tajniacy                           | Mike                     | 2 odcinki                                                                    | [ 16 ] [ 17 ]        |
| 2004                  | Tru Calling                       | –                                  | Geoffrey Pine            | odcinek: „Two Pair”                                                          | [ 16 ] [ 17 ]        |
| 2004                  | Monk                              | Detektyw Monk                      | Steven Leight            | odcinek: „Mr. Monk Takes Manhattan”                                          | [ 16 ]               |
| 2005                  | The O.C.                          | Życie na fali                      | Joe Zukowski             | odcinek: „The Accomplice”                                                    | [ 16 ]               |
| 2005                  | Weeds                             | Trawka                             | Judah Botwin             | 2 odcinki                                                                    | [ 16 ] [ 17 ]        |
| 2005–2007; 2019       | Supernatural                      | Nie z tego świata                  | John Winchester / Azazel | 13 odcinków                                                                  | [ 16 ] [ 17 ]        |
| 2006–2009             | Grey’s Anatomy                    | Chirurdzy                          | Denny Duquette           | 23 odcinki                                                                   | [ 16 ] [ 17 ]        |
| 2012–2013             | Magic City                        | Miasto cudów                       | Ike Evans                |                                                                              | [ 16 ] [ 17 ]        |
| 2014                  | Shameless                         | –                                  | Charlie Peters           | odcinek: „Lazarus”                                                           | [ 16 ]               |
| 2015                  | The Secret Life of Marilyn Monroe | Sekretne życie Marilyn Monroe      | Joe DiMaggio             | miniserial                                                                   | [ 16 ] [ 17 ]        |
| 2015                  | Texas Rising                      | Texas Rising – Narodziny Republiki | Erastus „Głuchy” Smith   | miniserial                                                                   | [ 16 ] [ 17 ]        |
| 2015                  | Extant                            | Extant: Przetrwanie                | JD Richter               |                                                                              | [ 16 ] [ 17 ]        |
| 2015–2016             | The Good Wife                     | Żona idealna                       | Jason Crouse             | sezon 7                                                                      | [ 16 ] [ 17 ] [ 20 ] |
| 2016–2022             | The Walking Dead                  | Żywe trupy                         | Negan                    | specjalny występ gościnny (sezon 6), główna obsada (sezony 7–11); 64 odcinki | [ 16 ] [ 17 ]        |
| 2017                  | Robot Chicken                     | –                                  | Negan (głos)             | odcinek: „The Robot Chicken Walking Dead Special: Look Who’s Walking”        | [ 16 ] [ 21 ]        |
| 2017–2019             | Ride with Norman Reedus           | –                                  | (w roli samego siebie)   | 2 odcinki                                                                    | [ 16 ]               |
| 2020                  | Friday Night in with the Morgans  | –                                  | (w roli samego siebie)   | 6 odcinków, także producent wykonawczy                                       | [ 16 ] [ 17 ]        |
| 2021                  | The Walking Dead: Origins         | –                                  | (w roli samego siebie)   | odcinek: „Negan’s Story”                                                     | [ 16 ] [ 17 ]        |
| 2022                  | Leopard Skin                      | –                                  | LaSalle                  | 8 odcinków                                                                   | [ 16 ]               |
| 2023–obecnie          | The Walking Dead: Dead City       | –                                  | Negan                    | także producent wykonawczy                                                   | [ 16 ] [ 17 ]        |
| 2024                  | The Boys                          | –                                  |                          | sezon 4                                                                      | [ 16 ] [ 22 ]        |